# Telamonia dissimilis
Telamonia dissimilis là một loài nhện trong họ Salticidae.
Loài này thuộc chi Telamonia. Telamonia dissimilis được Maciej Próchniewicz miêu tả năm 1990.